# Clavier-Übung (Bach)
|  | Per a altres significats, vegeu «Clavier-Übung». |

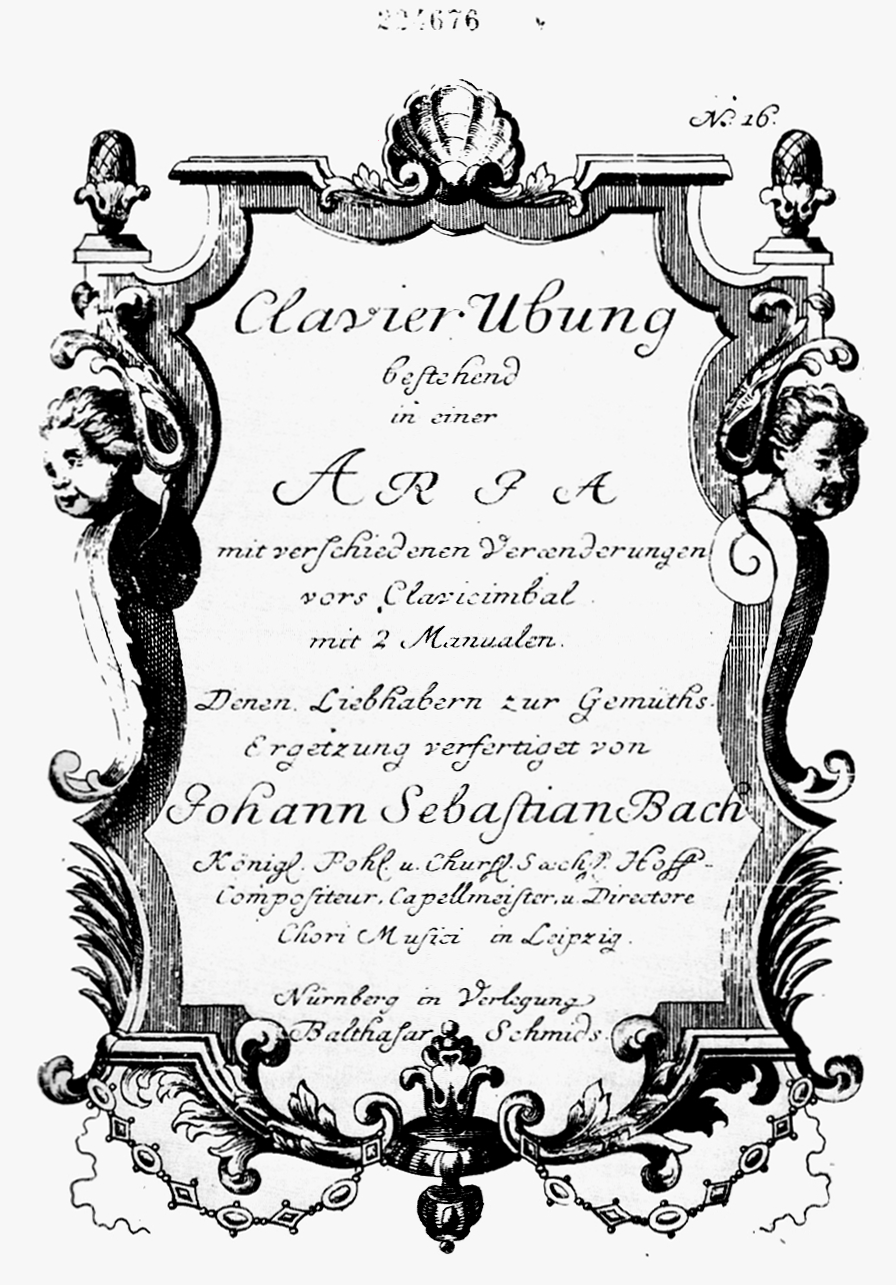
Portada de la primera edició de la quarta part del Clavier-Übung — integrada per les Variacions Goldberg—, publicada a Nuremberg el 1742.

Clavier-Übung és el títol original, en alemany antic, de la col·lecció de composicions per a teclat (clavicèmbal i orgue) que Johann Sebastian Bach va compondre al llarg de la seva vida i que va publicar en quatre parts, entre 1731 i 1742. En alemany modern s'usaria avui la paraula composta Klavierübung. Una traducció adequada al català és Exercicis per a teclat.

## Contingut
La paraula exercici no ha d'entendre's en el sentit d'estudis per a la pràctica dels instruments de teclat, sinó el d'un referent de repertori tècnic, intel·lectual i artístic que Bach assoleix en les seves composicions per al teclat. Tot això sense perjudici de la seva utilitat com a mitjà de desenvolupament i exhibició de les habilitats dels instrumentistes de més alt nivell tècnic.
El nom de la col·lecció i la seva estructura, pot considerar-se un homenatge de Bach a Johann Kuhnau, el seu predecessor com kantor a l'església de Sant Tomàs de Leipzig, qui va compondre i va publicar amb gran èxit dos materials del seu propi Clavier-Übung el 1689 i el 1692, respectivament.
L'obra consta de quatre parts, si bé hi ha estudiosos que argumenten que l'obra L'art de la fuga, BWV 1080, composta entre 1738 i 1742 i que va quedar inacabada, va poder ser concebuda per Bach com un cinquè lliurament de la sèrie, encara que no es té constància d'evidències documentals que donin suport a aquest argument.

### Primera part
La primera part del Clavier-Übung consisteix en les Sis partites BWV 825-830 i van aparèixer publicades juntes el 1731, si bé foren compostes entre 1726 i 1730.
Seguint amb la idea original d'homenatjar a Kuhnau, Bach va desenvolupar la primera part del Clavier-Übung seguint la mateixa estructura formal que el seu predecessor va utilitzar: una col·lecció de suites, també denominades partites, cadascuna de les quals consta dels habituals moviments. De fet, Kuhnau va compondre set partites per a cada lliurament, i hi ha indicis que Bach també va voler incloure una setena suite, però que ho va descartar per motius editorials.

### Segona part
Va ser publicada a Nuremberg el 1735 i consta de l'Obertura francesa BWV 831, també denominada Partita en si menor, i del Concert italià BWV 971. Aquesta publicació pot considerar-se un díptic que confronta els dos estils europeus dominants en l'època, amb dues obres que poden considerar-se representatives de les formes musicals més de moda segons el gust francès i italià de l'època.
L'Obertura francesa és en realitat una extensa suite (o partita) d'onze moviments dels quals el més important és l'obertura que ha quedat com a nom i dels quals va haver de ser exclosa l'habitual allemande per no correspondre amb l'estil francès, ja que és d'arrel alemanya. Nou dels onze moviments estan en la tonalitat de si menor. Una versió anterior de l'obra, en la tonalitat de do menor, apareix en el Quadern d'Anna Magdalena Bach (Clavier-Büchlein vor Anna Magdalena Bach).
En el Concert italià sembla que Bach va pretendre sintetitzar la claredat melòdica italiana amb el rigor estructural de la música alemanya. Planteja un concert per a clavecí en el qual suprimeix l'acompanyament orquestral o, vist d'una altra manera, la reducció per a clavecí d'un inexistent concert per a clavecí i orquestra. Per a imitar l'alternança de solos i tutti orquestrals, Bach juga amb dos mecanismes: els passatges ràpids són seguits per passatges lents —donant la sensació del joc entre solista i orquestra pels canvis de velocitat– i els passatges executats "piano" —que correspondrien al solista— són seguits per uns altres amb la indicació "forte", donant la sensació que formen part de l'orquestra.

### Tercera part
La tercera part va ser publicada a Leipzig el 1739 i va ser dedicada en la seva integritat a l'orgue. Inclou, segons el seu ordre de publicació: el Preludi i fuga en mi bemoll major, BWV 552 (el preludi apareix separat de la fuga i va al final, després dels duets), els Preludis corals, BWV 669-689, també anomenada Missa alemanya per a orgue (Deutsche Orgelmesse) i els Quatre duets, BWV 802-805.
L'estructura del Preludi i fuga per a orgue sembla basar-se en la idea de la Santíssima Trinitat segons nombroses discussions: tres bemolls en l'armadura, tres seccions i tres grups temàtics. És una obra per a gran orgue, que explota tots els recursos tècnics de l'instrument.
Els Preludis corals van ser denominats Missa per a orgue per la seva destinació litúrgica: "Kyrie", BWV 669-671, "Gloria", BWV 675, "Deu Manaments", BWV 678, "Credo", BWV 680, "Parenostre", BWV 682, "Baptisme", BWV 684), "Penitència", BWV 683 i "Comunió", BWV 688. De cadascuna de les melodies corals hi ha dues versions que difereixen bastant entre si: una gran, que és una construcció polifònica austera i una petita, una versió reduïda, que és de fàcil execució per a un organista.
Els Quatre duets són d'estil molt semblant a les Invencions, BWV 772-786 i les Simfonies, BWV 787-801 del Petit llibre per a Wilhelm Friedemann Bach (Clavier-Büchlein vor Wilhelm Friedemann Bach), la qual cosa permet pensar en una destinació pedagògica. Van haver de ser escrits per a orgue —pel context i l'anàlisi interna— encara que poden ser executats en un orgue senzill sense pedaler. S'ha executat molt freqüentment al clavecí.

### Quarta part
La quarta part va ser publicada a Nuremberg el 1942 i està integrada per les Variacions Goldberg BWV 988). L'obra consta d'una ària, en la qual es desenvolupa el tema, trenta variacions i una repetició final de l'ària. Les variacions no es desenvolupen a partir de la línia melòdica del tema, sinó en la forma de variacions harmòniques a partir de la línia del baix.

## Partitures
Part I
- Sis partites, BWV 825-830 a l'International Music Score Library Project (en anglès).

Part II
- Obertura francesa, BWV 831 a l'International Music Score Library Project (en anglès).
- Concert italià, BWV 971 a l'International Music Score Library Project (en anglès).

Part III
- Preludi i fuga per a orgue, BWV 852 a l'International Music Score Library Project (en anglès).
- Corals, BWV 669-678 a l'International Music Score Library Project (en anglès).
- Quatre duets, BWV 802-805 a l'International Music Score Library Project (en anglès).

Part IV
- Variacions Goldberg, BWV 988 a l'International Music Score Library Project (en anglès).